# EuroHockey Nations Trophy (Halle, Herren) 2003
Die EuroHockey Nations Trophy (Halle, Herren) 2003 war die vierte Auflage der „B-EM“. Sie fand vom 17. bis 19. Januar in Zagreb statt. Während die beiden Erstplatzierten, die Dänemark und Österreich, in die „A-EM“ aufstiegen, stieg der Letztplatzierte Ungarn in die „C-EM“ ab.

## Vorrunde

### Gruppe A
| Rang | Land       | Tore  | Punkte |
| ---- | ---------- | ----- | ------ |
| 1    | Dänemark   | 16:10 | 6      |
| 2    | Schottland | 13:8  | 6      |
| 3    | Kroatien   | 11:15 | 4      |
| 4    | Ungarn     | 10:16 | 1      |

| Dänemark | – | Ungarn     | 7:3 |
| Kroatien | – | Schottland | 4:3 |
| Dänemark | – | Schottland | 2:5 |
| Ungarn   | – | Kroatien   | 5:5 |
| Ungarn   | – | Schottland | 2:4 |
| Kroatien | – | Dänemark   | 2:7 |

### Gruppe B
| Rang | Land       | Tore  | Punkte |
| ---- | ---------- | ----- | ------ |
| 1    | Österreich | 17:8  | 7      |
| 2    | Portugal   | 8:9   | 4      |
| 3    | Ukraine    | 6:9   | 3      |
| 4    | Slowakei   | 12:17 | 3      |

| Portugal   | – | Ukraine    | 4:0  |
| Österreich | – | Slowakei   | 11:4 |
| Portugal   | – | Österreich | 3:3  |
| Ukraine    | – | Slowakei   | 5:2  |
| Österreich | – | Ukraine    | 3:1  |
| Slowakei   | – | Portugal   | 6:1  |

## Platzierungsspiele

### Spiele um Platz 5–8
Ukraine 5:5, 2:1 n. Siebenmetern  Ungarn 

 Kroatien 6:8  Slowakei

### Spiel um Platz 7
Kroatien 6:4  Ungarn

### Spiel um Platz 5
Slowakei 2:5  Ukraine

### Halbfinale
Dänemark 6:5  Portugal 

 Österreich 6:2  Schottland

## Spiel um Platz 3
Portugal 2:0  Schottland

### Finale
Österreich 2:3  Dänemark

## Referenzen
- EHF-Archiv PDF-Datei